# Kalaheo
Kalaheo – jednostka osadnicza w Stanach Zjednoczonych, w hrabstwie Kauaʻi.